# Spelaeogriphacea
Spelaeogriphacea é uma ordem de crustáceos que crescem no máximo 10 milímetros. Pouco é conhecido sobre a ecologia da ordem.
Apenas quatro espécies, todas subterrâneas, foram descritas. Dos três gêneros, Potiicoara é conhecido apenas por habitar uma caverna no estado brasileiro de Mato Grosso, Spelaeogriphus apenas de uma caverna na Montanha da Mesa na South Africa, e as duas espécies de Mangkurtu apenas de aquíferos da Austrália Essa distribuição amplamente separada possibilita inferir que o surgimento do grupo ocorreu há muito tempo. Hipóteses apontam que Spelaeogriphacea emergiu há pelo menos 200 milhões de anos no Mar de Tétis perto de Gondwana.
A espécie fóssil Acadiocaris novascotica também é considerada parte de Spelaeogriphacea.

## References
1. 1 2 3  D. Jaume (2008). «Global diversity of spelaeogriphaceans & thermosbaenaceans (Crustacea; Spelaeogriphacea & Thermosbaenacea) in freshwater». Hydrobiologia. 595 (1): 219–224. doi:10.1007/s10750-007-9017-1
2. ↑  Shen Yan-bin, Rod S. Taylor & Frederick R. Schram (1998). «New spelaeogriphacean (Crustacea: Peracarida) from the Upper Jurassic of China». Contributions to Zoology. 68 (1): 19–36